# Zespół tętnicy rdzeniowej przedniej
Zespół tętnicy rdzeniowej przedniej (zespół Becka, ang. anterior spinal artery syndrome) – zespół objawów spowodowanych niedrożnością tętnicy rdzeniowej przedniej i zaburzeń ukrwienia w jej obszarze unaczynienia, czyli 2/3 przednich rdzenia kręgowego.

## Etiologia
Najczęstsze przyczyny zespołu to:
- choroby małych naczyń: cukrzyca, guzkowe zapalenie tętnic, toczeń rumieniowaty układowy
- ucisk tętnicy przez
  - tętniaka rozwarstwiającego aorty
  - wypuklinę jądra miażdżystego
  - masy nadtwardówkowe
- ucisk podczas zabiegu chirurgicznego na aorcie
- zator tętnicy
- niedociśnienie, np. przy zatrzymaniu krążenia.

## Patogeneza
Zaburzenie to powoduje:
- obustronne uszkodzenie dróg korowo-rdzeniowych
- obustronne uszkodzenie dróg rdzeniowo-wzgórzowych

## Objawy i przebieg
Objawy zależą od poziomu uszkodzenia, obejmując:
- ból segmentalny w zakresie dermatomu zaopatrywanego przez niedokrwiony segment rdzenia
- zaburzenia czynności zwieraczy, zwykle zatrzymanie moczu
- niedowład wiotki kończyn przechodzący po kilku dniach w spastyczny (uszkodzenie dróg korowo-rdzeniowych)
- zniesienie odruchów poniżej poziomu uszkodzenia, po kilku dniach przechodzące w wygórowanie odruchów głębokich
- objaw Babińskiego
- utrata czucia bólu i temperatury poniżej dermatomu zaopatrywanego przez niedokrwiony segment rdzenia (w związku z uszkodzeniem dróg rdzeniowo-wzgórzowych).

## Leczenie i rokowanie
Leczenie jest objawowe. Rokowanie jest zmienne, ale często złe.